# Stenosfemuraia cuadrata
Espèce
Stenosfemuraia cuadrata est une espèce d'araignées aranéomorphes de la famille des Pholcidae.

## Distribution
Cette espèce est endémique du Venezuela. Elle se rencontre dans les États d'Aragua et de La Guaira entre 950 et 2 100 m d'altitude dans la cordillère de la Costa.

## Description
Le mâle décrit par Huber et Arias en 2017 mesure 2,5 mm.

## Publication originale
- González-Sponga, 2005 : Arácnidos de Venezuela. Tres nuevos géneros y cuatro nuevas especies de la familia Pholcidae (Araneae). Saber, Universidad de Oriente, vol. 17, no 2, p. 99-109.